# محمود حسب الله
محمود حسب الله (مواليد 22 نوفمبر 1986) هو لاعب كرة يد مصري - قطري، شارك مع منتخب مصر في أولمبياد 2008 ومع منتخب قطر في بطولة العالم 2015.

## روابط خارجية
- محمود حسب الله على موقع الاتحاد الدولي لكرة اليد (الإنجليزية)
- محمود حسب الله على موقع اللجنة الأولمبية الدولية (الإنجليزية)
- محمود حسب الله على موقع أوليمبيديا (الإنجليزية)